# Школа № 6 (Обнинск)

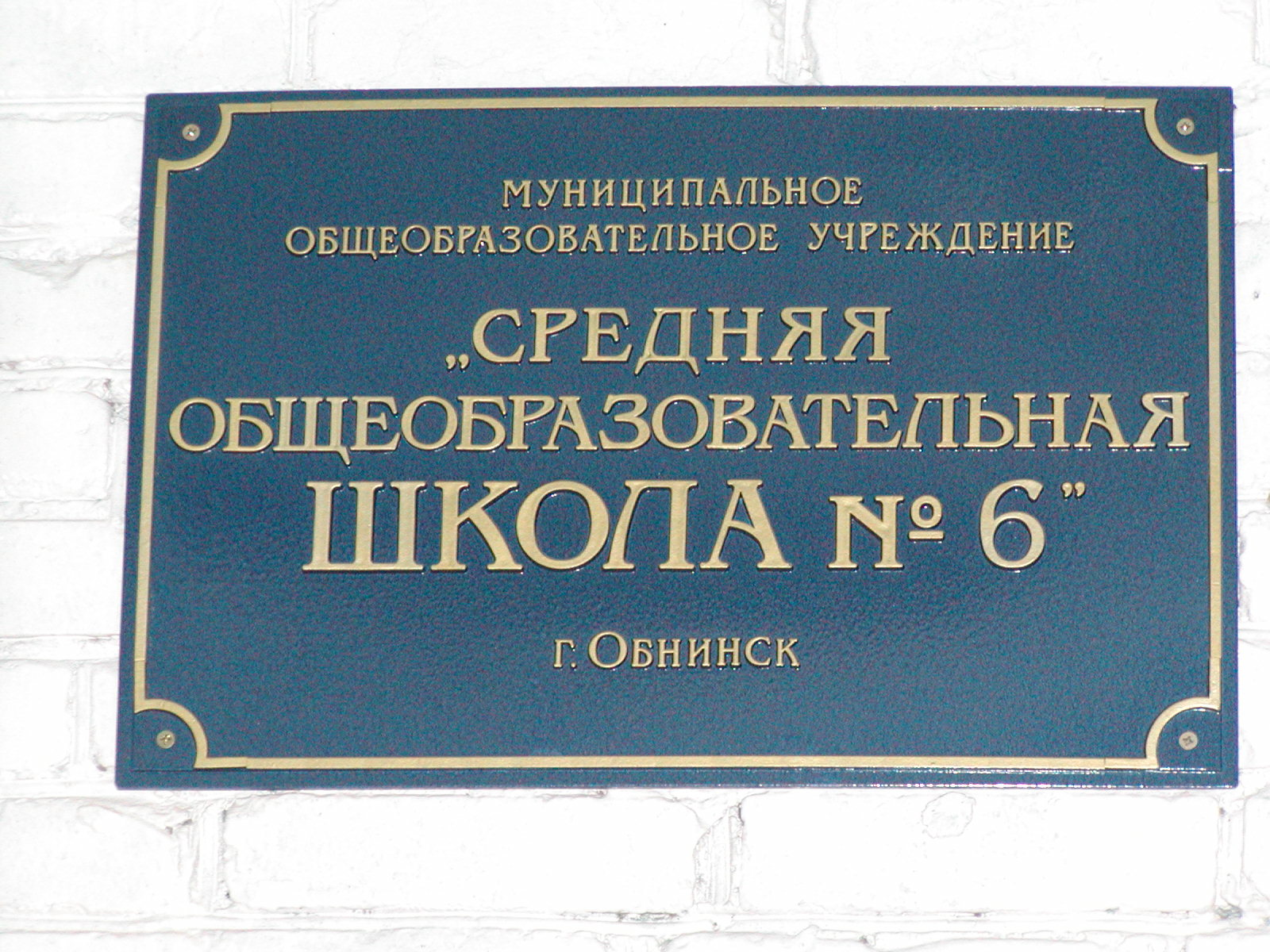
Официальная вывеска с 2011 года

Муниципа́льное общеобразова́тельное учрежде́ние «Средняя общеобразовательная школа № 6» (с 1992 по 2001 год — Гуманитарный лицей, с 2001 по 2011 год — Лицей) — общеобразовательное учебное заведение муниципального подчинения города Обнинска Калужской области.
В ряду обнинских школ школу № 6 в настоящее время относят к «крепким середнякам». В апреле 2011 года школа не прошла аккредитацию как лицей и впервые с 1992 года снова стала называться школа № 6.

## Общие сведения

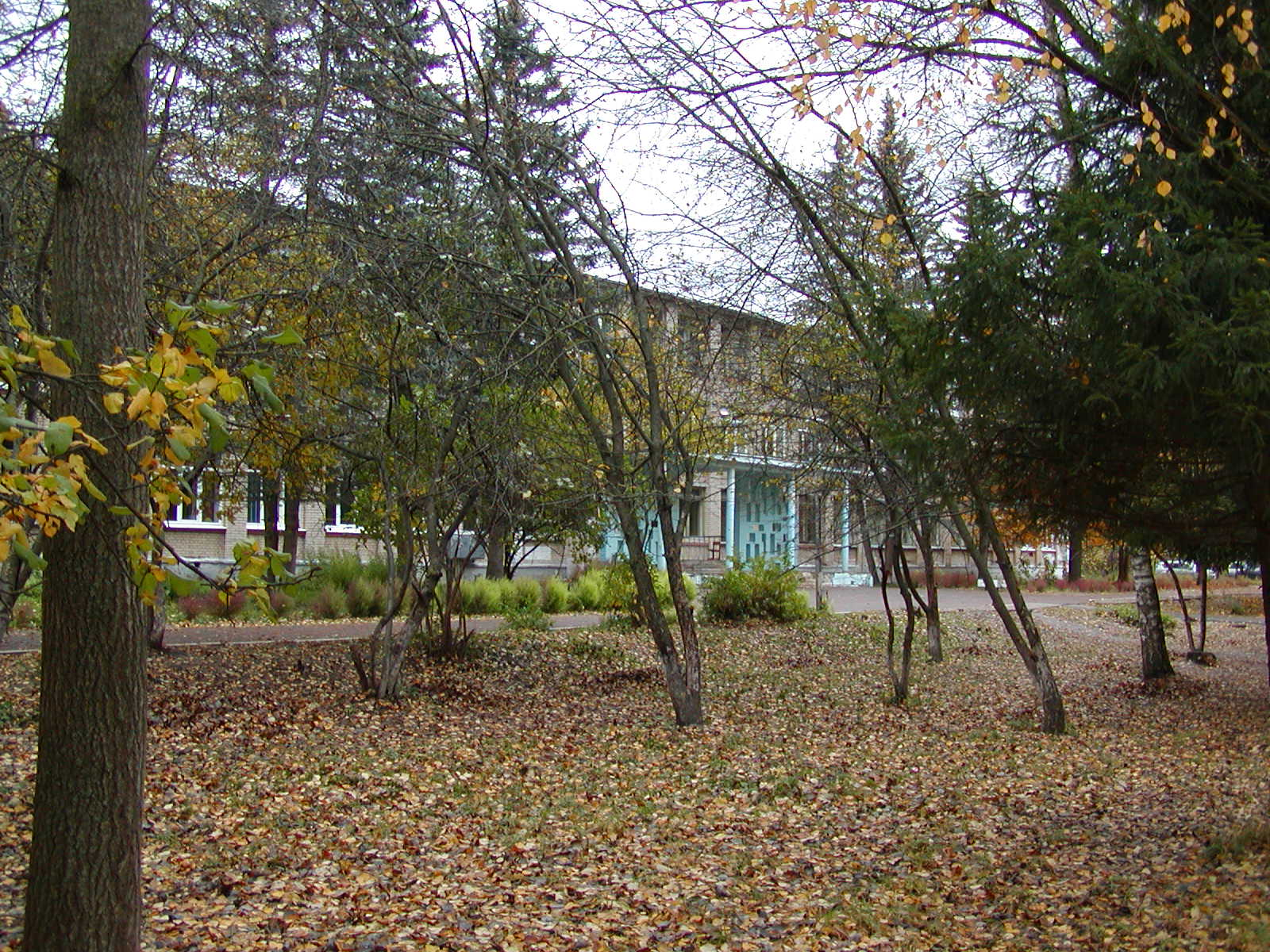

### Направление профильной подготовки
Информационно-технологическое (на 2009—2010 учебный год)

### Формы обучения
- Очная
- Экстернат
- Индивидуальное обучение[3]

### Преподавательский состав
Численный состав преподавателей в 2010 году:
- Начальная школа — 8
- Основная школа — 17
- Администрация — 7

В 2010 году в лицее преподавали 2 заслуженных учителя Российской Федерации, 5 отличников народного просвещения, 5 почётных работников общего образования Российской Федерации, 1 кандидат педагогических наук.

### Учащиеся
Количество учащихся на начало 2008—2009 учебного года — 445.

## История

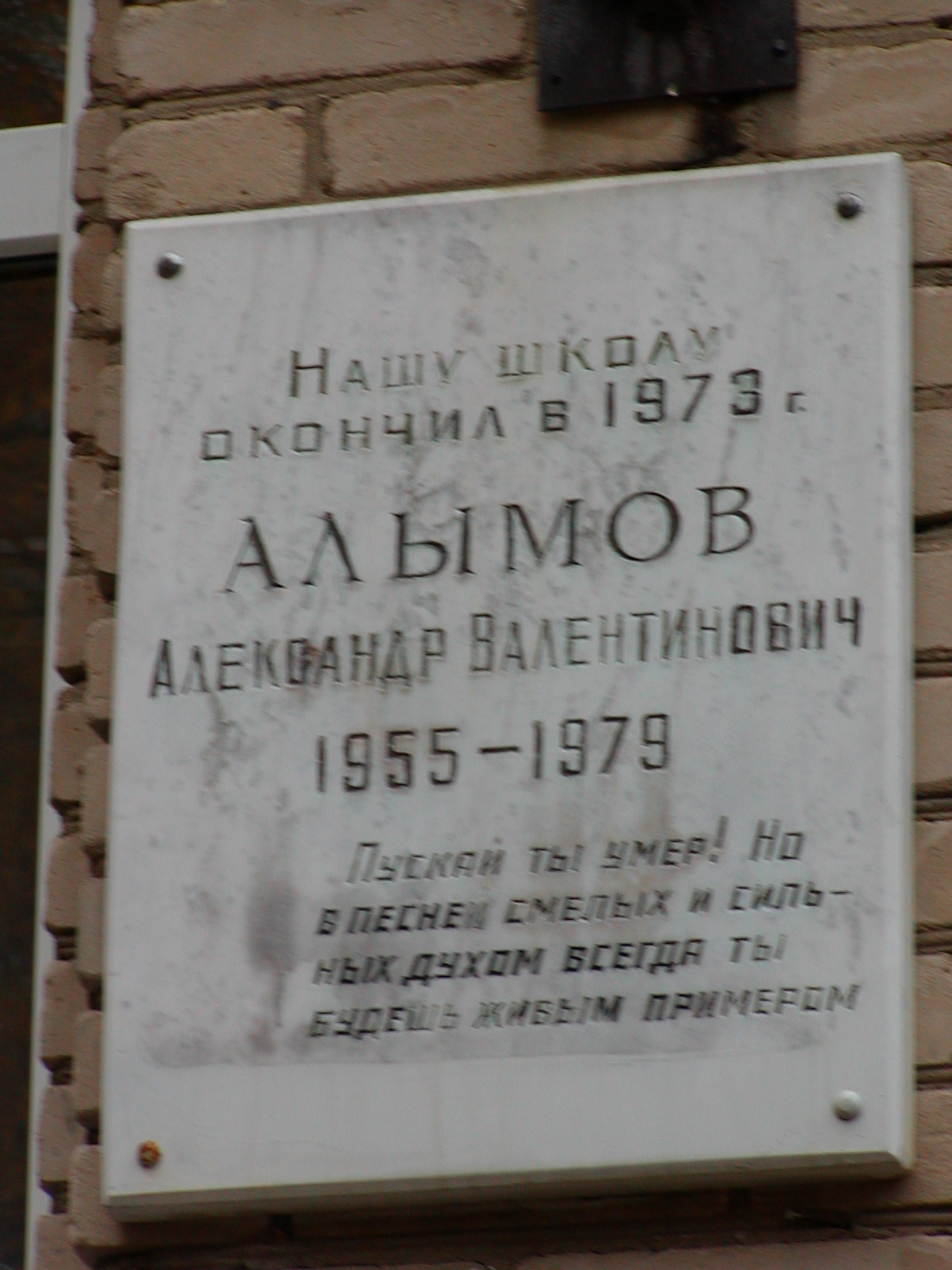
Мемориальная доска Александру Алымову на фасаде школы № 6

- 1966 — В новом, специально построенном типовом школьном здании из белого силикатного кирпича была создана средняя общеобразовательная школа № 6 города Обнинска.
- 1973 — Школу окончил Александр Алымов, в будущем военный лётчик, погибший в Казахстане при уводе своего вышедшего из строя самолёта от крупного населённого пункта[5]. Из школы № 3 в третий класс школы № 6 перевёлся Сергей Белоголовцев, в будущем телеведущий и актёр, участник «ОСП-Студии».

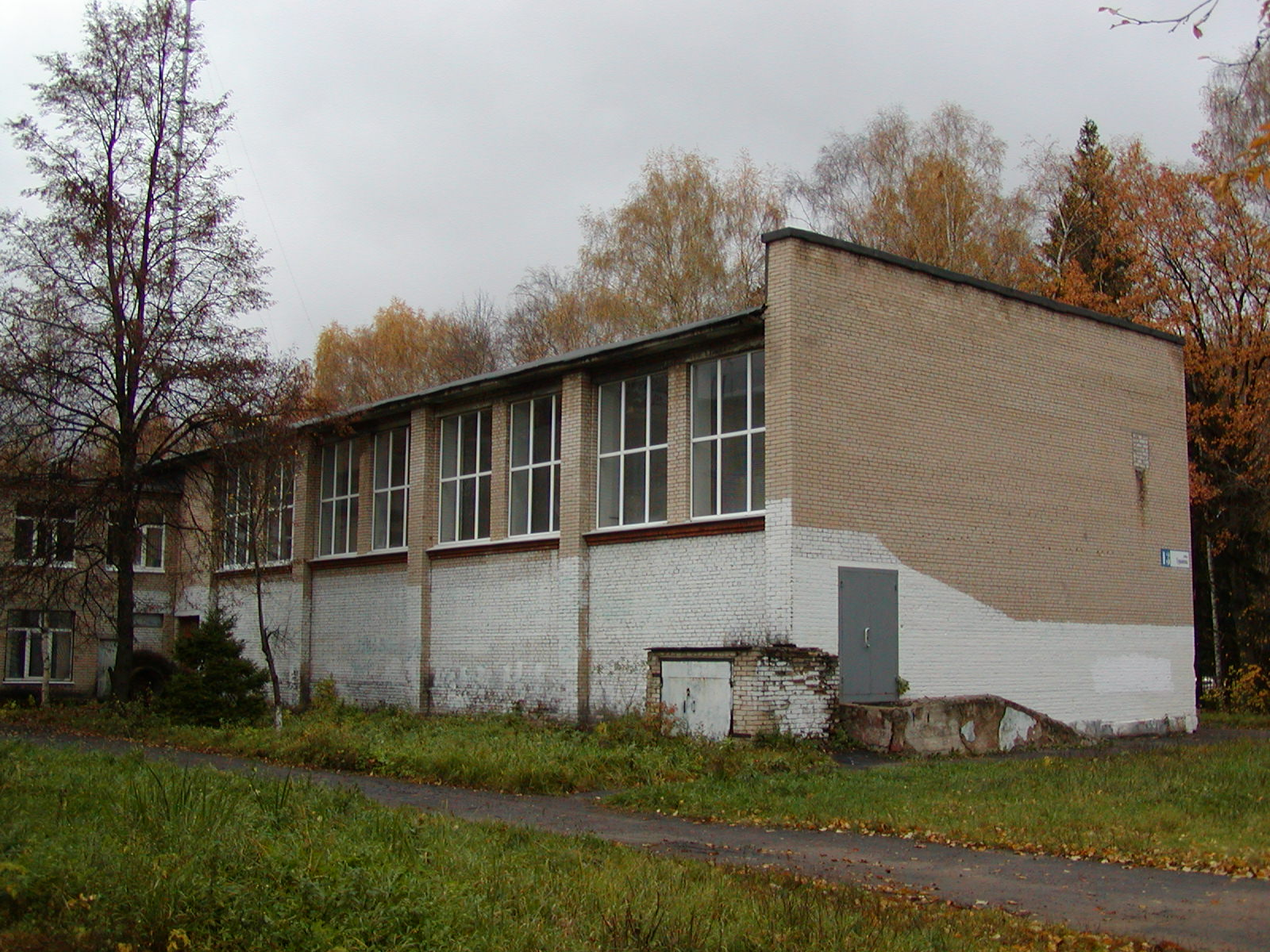
Спортивный зал школы № 6. В нём была организована волейбольная секция, в которой в 1967 году впервые начал заниматься волейболом ученик школы № 6 Александр Савин, в будущем один из самых выдающихся волейболистов XX века

- 1974 — Не доучившись до окончания школы меньше трёх месяцев, перевёлся в спортивный интернат в Москве Александр Савин, в будущем олимпийский чемпион, двукратный чемпион мира по волейболу, лучший волейболист мира 1978 и 1982 годов, лучший волейболист мира десятилетия (1970—1980).
- 1975 — Школу окончил Алексей Собачкин, в будущем журналист.
- 1976 — Окончив пятый класс школы № 6, Сергей Белоголовцев перевёлся в школу № 7, в которой учились его дворовые друзья.
- 1977 — Школу окончил Евгений Данилов, в будущем поэт, журналист.
- 1978 — Директором школы назначена Раиса Павловна Маслевская (до назначения — учитель истории обнинской школы № 7). Организован школьный вокально-инструментальный ансамбль с неофициальным названием «Ангелы ада»[7] (существовал до 1980 года — школьного выпуска участников[8]), исполнявший, главным образом, песни из репертуара групп «Цветы» и «Машина времени». Школу окончил Дмитрий Замятин, в будущем основоположник гуманитарной географии, культуролог, эссеист, поэт.
- 1980 — Школу окончили Ярослав Антонов, в будущем двукратный чемпион Европы по волейболу, лучший волейболист мира 1987 года; Александр Силуянов, в будущем обнинский менеджер в области спорта, общественный и политический деятель; Олег Колесников, лидер школьного ансамбля «Ангелы ада», в будущем обнинский предприниматель, общественный и политический деятель.
- 1981 — Детская музыкальная школа № 1 открыла в школе № 6 отделение общего эстетического воспитания. Школа № 6 стала школой полного дня с углублённым эстетическим воспитанием.
- 1982 — Школу окончил Игорь Сокрустов, в будущем шахматный тренер и международный арбитр.
- 1984 — Работа под эгидой Научно-исследовательского института художественного воспитания Российской академии образования. Школу окончил Игорь Плотников, в будущем художник, создатель континуумизма.
- 1985 — Школу окончил с золотой медалью Пётр Резвых, в будущем историк философии, ведущий российский специалист по философии Шеллинга.
- 1986 — Школу окончил с золотой медалью Дмитрий Зотов, в будущем топ-менеджер.
- 1987 — Школу окончил Владимир Невиница, в будущем физик-ядерщик, учёный секретарь Института ядерных реакторов РНЦ «Курчатовский институт».
- 1989 — Школа получила статус экспериментальной площадки при Министерстве образования СССР по разработке методов суггестивной педагогики.
- 1990 — Сотрудничество с Институтом развития личности Российской Академии образования.
- 1991 — Школа стала победителем конкурса «Школа года России».
- 1992 — Школа № 6 была преобразована в «Гуманитарный лицей».
- 1996 — Гуманитарный лицей стал победителем конкурса «Школа года России».
- 1997 — Гуманитарный лицей стал победителем конкурса «Школа года России». Гуманитарный лицей окончил Игорь Милюков, в будущем певец-тенор, лауреат премии «Овация» (2008).
- 2000 — Гуманитарный лицей получил статус областной экспериментальной площадки по созданию модели образовательного пространства школы, формирующей творческие способности и духовный мир ребёнка.
- 2001 — Гуманитарный лицей одним из первых прошёл аттестацию по системе КААС ДОУ, проведённую Департаментом образования и науки г. Калуги и получил лицензию как Муниципальное общеобразовательное учреждение «Лицей». Вышел первый номер лицейского журнала «Лидер-times»[9]. Лицей одновременно окончили пять золотых медалистов (рекорд за всё время существования школы)[10].
- 2005 — Лицей стал победителем конкурса «Школа года России». Вышел первый номер литературно-поэтического альманаха «Восхождение» (библиотечка журнала «Лидер-times») одноимённого школьного поэтического объединения со стихами учеников[11].
- 2006 — Лицей стал победителем конкурса «Лучшее общеобразовательное учреждение» в рамках приоритетного национального проекта «Образование» 2006 года.
- 2008 — Лицей начал работу в рамках областного эксперимента по интеграции базового и дополнительного образования для обогащения содержания образовательного пространства.
- 2009 — Лицей получил статус экспериментальной площадки учреждения Российской академии образования «Институт семьи и воспитания» по теме «Развитие ценностно-смысловой сферы личности в процессе этического воспитания» (научный руководитель — доктор педагогических наук, профессор А. И. Шемшурина).
- 2010 — В Лицее создан музей Безымянной высоты (о бое местного значения Второй мировой войны у деревни Рубеженка Калужской области в ночь с 13 на 14 сентября 1943 года)[12].
- 2011 — В апреле Лицей не прошёл аккредитацию как лицей и впервые с 1992 года снова стал называться школа № 6[2]. Директором школы № 6 назначена Нина Анатольевна Тарасова (до этого — заместитель директора Лицея по учебно-воспитательной работе).
- 2014 — В марте школьная команда по шахматам в составе капитана Ильи Стремедловского (6 класс), Дарьи Некрасовой (3 класс), Николая Белоусова (3 класс) и Луки Данильченко (1 класс) победила в областном этапе всероссийского детского турнира «Белая ладья» и прошла в финал турнира, где не попала в число призёров[13].

## Достижения

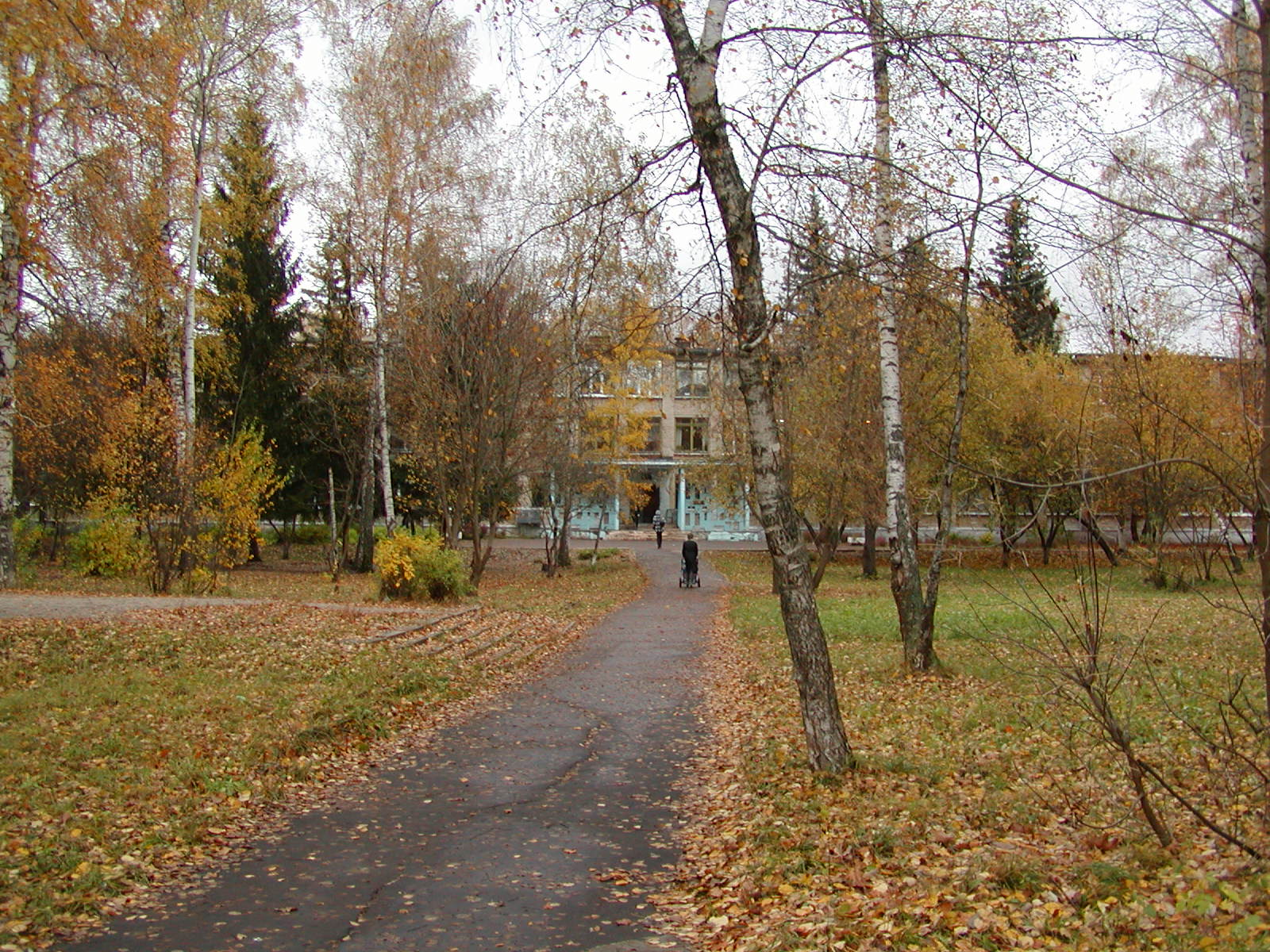

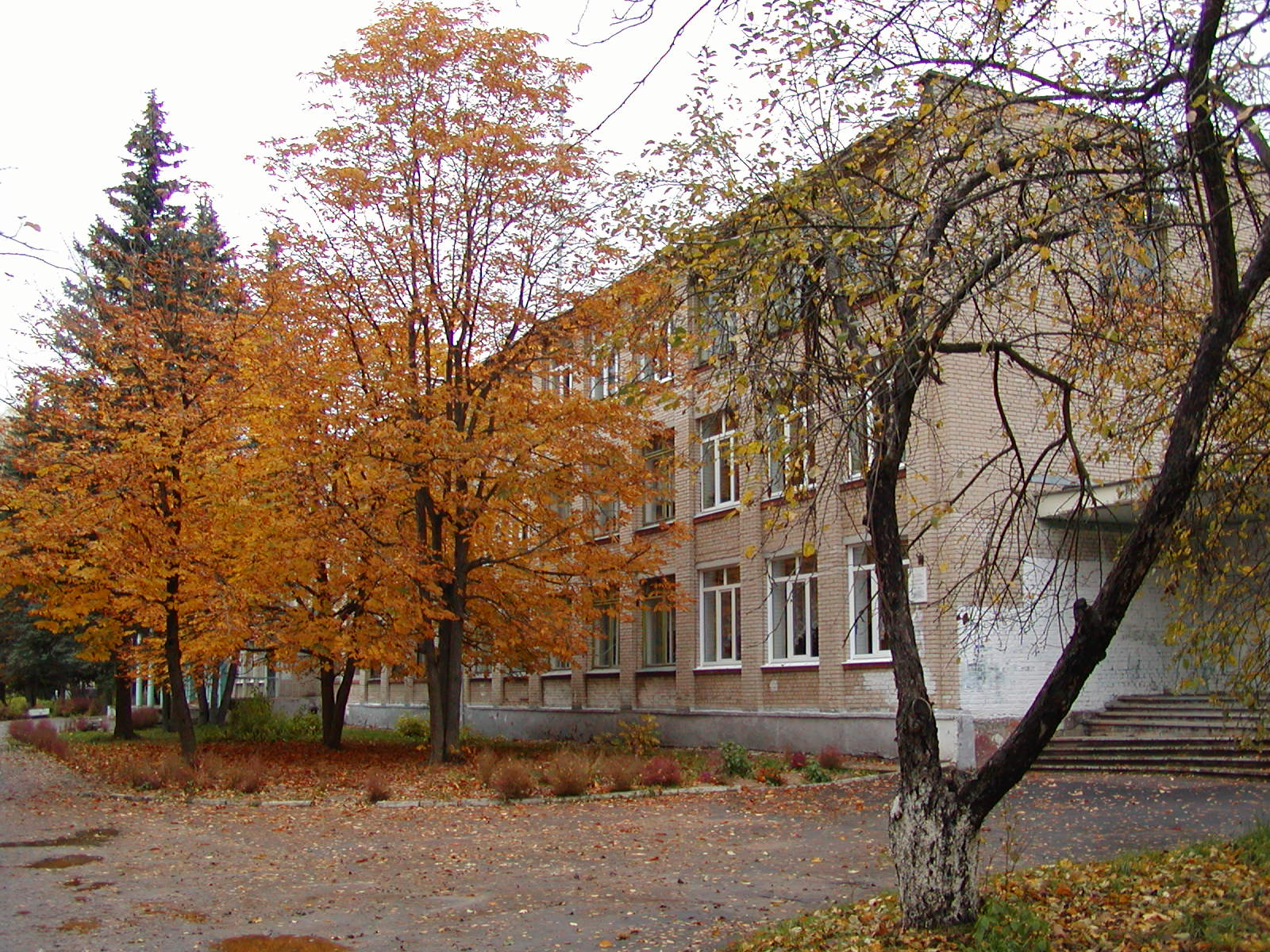

С 1979 года школу окончили с золотой медалью 32 учащихся, с серебряной — 62. В среднем из школы ежегодно выходят один золотой и два серебряных медалиста. Процент поступления в вузы стабильный и составляет до 95 %. Более половины выпускников поступает на технические и естественные факультеты вузов.
Школа четырежды становилась победителем конкурса «Школа года России» (1991, 1996, 1997, 2005).
Лицей — победитель конкурса общеобразовательных учреждений, активно внедряющих инновационные образовательные технологии, в рамках приоритетного национального проекта «Образование» 2006 года.
В 2010 году в лицее работали победители конкурса «Лучшие учителя общеобразовательных учреждений» в рамках приоритетного национального проекта «Образование»: Н. Н. Голюк, В. Н. Клепиков, Л. Н. Лукина, Л. Н. Смолякова.

## Критика школы
Основная критика школы сводится к эклектичности и противоречивости образовательной концепции, очевидным уже на уровне изменений названия учебного заведения, и авторитарности руководства второго директора учебного заведения — Р. П. Маслевской.

### Критика образовательных технологий
Самым последовательным критиком образовательных технологий «гуманитарного периода» школы стал учитель г. Чапаевска Самарской области Дмитрий Ильич Корнющенко (р. 1942), автор «интегральной диалогики» — собственной концепции гуманитарного образования:
…В «Современных образовательных технологиях» рассмотрены и описаны 50 педагогических технологий. Не претендуя на анализирование всего объёма книги, мы остановились только на семи из них <…> Каково наше резюме? Только две из этих семи, на наш взгляд, являются подлинно самобытными, оригинальными, далеко выходящими за привычные рамки школьного обучения и воспитания, и способными изменить прежде всего рутинные формы гуманитарного образования, а, значит, предоставить простор для гуманизации и гуманитаризации образования, без упоминания которых не обходится ни одна из существующих ныне педагогических технологий.
Эти две технологии: «Диалог культур» В. С. Библера и С. Ю. Курганова (ШДК) и «Вальдорфская педагогика» — пусть и не в штейнерианском варианте, который ныне, тем более в России, просто не досягаем, но возможен в тех интерпретациях, которые приведены Г. К. Селевко.
Другие рассмотренные технологии, с нашей точки зрения, представляют собой обычный, но хорошо организованный и структурированный учебно-воспитательный процесс, направляемый умелым, опытным и, как правило, авторитарным лидером. Умело осуществляемая таким лидером модификация процесса образования и воспитания в том или ином направлении и создаёт представление о присутствии в деятельности школы педагогической технологии под тем или иным наименованием. И её наполняемость зависит именно от воли лидера, чаще всего директора школы. Такую ситуацию, например, мы наблюдали в школе № 6 г. Обнинска Калужской обл. на Всероссийском семинаре «Нетрадиционные методы обучения и воспитания» в октябре 1990 г. <…> Участники семинара могли оценить в работе школы № 6 и методы интеграции, охватывающие всё содержание учебного плана, и формы эстетического воспитания во всех видах деятельности учащихся, и суггестивную педагогику — средство нравственного воспитания, и отделение вальдорфской педагогики в начальных классах, и методы самовоспитания и саморегуляции у старшеклассников… И все эти, вызывающие полное педагогическое уважение и признание технологические приёмы находились в жёстких руках генерального директора УВК Р. П. Маслевской. Её не очень беспокоило то обстоятельство, что составляющие элементы технологии обучения и воспитания, применяемые в школе, не только не согласуются друг с другом, но и прямо противоречат друг другу. Беспокойство же не возникало по той причине, что директор как педагог-теоретик не владела основными понятиями и тонкостями тех структур, которыми она управляла, что легко можно было обнаружить во время изложения ею доклада «Развитие личности в условиях УВК — развитие духовного мира ребёнка». Р. П. Маслевская была типичным «крепким советским руководителем» с такими же типичными патриархальными замашками, которые волей-неволей самого строптивого учителя заставят делать то, что хочет «мать-командирша», а не то, что хочет делать он сам. С равным успехом она могла бы руководить и добиваться прекрасных результатов в любой сфере: культуры, быта, экономики и т. п.

### Критика названия
Школа дважды в течение девяти лет поменяла название, что для общеобразовательной школы, имидж которой нарабатывается десятилетиями, равносильно почти полной потере бренда.
Переименование средней школы № 6 в «Гуманитарный лицей» произошло в 1992 году — в период моды на переименования в сфере образования. В большей степени это коснулось высшего образования (значительная часть институтов была переименована в университеты и академии), в меньшей — среднего образования. При относительно небольшом количестве школ в Обнинске можно было предположить, что лицей на весь город может быть и остаться один. Но даже в этом случае именная школа («№ 6») получила обезличенное название «гуманитарный лицей». В это же время многие школы по стране переименовывались в лицеи, оставляя при этом в качестве основного отличительного признака свои номера. Сила прежнего и невнятность нового бренда были таковы, что в публичном пространстве школе давали следующие названия:
- Школа № 6 (гуманитарный лицей) Обнинск
- Лиц. 6 гуманитарный
- Школа № 6 Гуманитарный лицей Обнинск
- Лицей № 6 Гуманитарный Лицей Обнинск
- Школа № 6 Гуманитарный Центр Обнинск
- Спецшкола № 6 Гуманитарный Центр Обнинск
- Школа № 6 Обнинская Свободная Школа[17]
- Гуманитарная гимназия[18]

Переименование в 2001 году «Гуманитарного лицея» в «Лицей» ещё более усугубило ситуацию. Теперь его стало сложно отличать от появившихся в Обнинске лицея «Держава», Технического лицея и Физико-математического лицея. В прессе иногда использовалось название «Обнинский лицей» с почти непременным добавлением в скобках «школы № 6». Официальное название «МОУ „Лицей“» использовалось почти исключительно в официальных документах. «Недоназванность» Лицея была видна даже в его официальной электронной почте, в которой использовалась часть современного официального названия «МОУ» и бывший номер школы: mou.06@mail.ru. Так же, «МОУ № 6», Лицей иногда называли в СМИ и пресс-службе администрации Обнинска.
Основное изменение, которое закладывалось при переименовании школы № 6 в «Гуманитарный лицей» в 1992 году, касалось гуманитарного перепрофилирования школы. Это фундаментальное изменение также вступило в противоречие с ныне принятой в России практикой наименования профильных общеобразовательных школ. Так, гуманитарную направленность имеют гимназии, технико-естественную — лицеи. Переименование в 2001 году «Гуманитарного лицея» в «Лицей» фактически предопределило очередное изменение профиля школы. Начальник управления общего образования города Обнинска так и писал в своей статье в 2010 году:
Лицей, как учебное заведение, предполагает технико-естественное научное направление. Речь идёт о «Державе» и «Обнинском лицее» (6-я школа).
Косвенным образом это подтверждалось публичным докладом МОУ «Лицей» за 2009 год:
Более половины выпускников поступает на технические и естественные факультеты ВУЗов.

В апреле 2011 года учебное заведение не прошло аккредитацию как лицей и впервые с 1992 года снова стало называться школа № 6.

## Директора
- 1966—1978 — ?
- 1978—2011 — Раиса Павловна Маслевская (р. 1935), Заслуженный учитель Российской Федерации, Отличник народного просвещения. Инициатор переименования средней школы № 6 в «Гуманитарный лицей» и гуманитарного перепрофилирования школы в 1992 году. До назначения директором школы № 6 была учителем истории в школе № 7. Член Российского Союза профессиональных литераторов, автор трёх опубликованных стихотворных сборников. В апреле 2011 года Лицей не прошёл аккредитацию как лицей и снова стал называться школа № 6. Контракт с Маслевской, истёкший летом 2011 года, администрацией города не был продлён. Однако, должность директора в школе заняла ставленница Маслевской, её бывший заместитель — Нина Тарасова.[2][23]
- 2011 — по настоящее время — Нина Анатольевна Тарасова. До назначения директором была заместителем директора по учебно-воспитательной работе Лицея. Выпускница школы № 6. Карьеру в школе начинала с должности старшей вожатой.[2]